# Cantonul Vaires-sur-Marne
Cantonul Vaires-sur-Marne este un canton din arondismentul Torcy, departamentul Seine-et-Marne, regiunea Île-de-France , Franța.

## Comune
- Brou-sur-Chantereine
- Chelles (parțial)
- Vaires-sur-Marne (reședință)